# Bácsország
Bácsország vajdasági honismereti szemle, amely 1995-től 1998-ig a Hét Nap című lap mellékletként, 1998-tól önálló folyóiratként jelenik meg. Az első önálló számban megfogalmazott küldetése: „Legyen sokoldalú és széles skálájú honismereti szemléje a vajdasági magyarságnak, emlékeztetve őket gazdag múltjukra és történelmükre, s frissítse fel, mélyítse el és tudatosítsa bennük ezeket az értékeket”.
Nevét a Szabadkán 1904 és 1906 között Csillag Károly szerkesztésében megjelent lapról kapta. Az újság terjedelme és az évente megjelenő lapok száma többször változott. Jelenleg évente négyszer adják ki, többször tematikus számokkal. Megjelenését a Nemzeti Kulturális Alap is támogatja.
Szabadkán jelenik meg, 2004-től a Bácsország Vajdasági Honismereti Társaság lapjaként évente négyszer. A lapban a Vajdaság és Bácska múltjával, néprajzával, művelődéstörténetével, tájtörténetével foglalkozó írások látnak napvilágot. Szerzői között magyarországi és szerbiai kutatók, történészek, régészek, néprajzosok, helytörténészek is találhatóak. A Bácsország 1996 óta könyvsorozatot is megjelentet. A „Bácsország könyvek” sorozatnak jelenleg 10 kötete van.
2009 óta a Bács-Bodrog Vármegyei Történelmi Társulat Évkönyveit is reprint sorozatban kiadja.
A Bácsország Vajdasági Honismereti társaság tagjai évente többször tartanak könyv- és folyóirat bemutatókat Szerbiában és Magyarországon egyaránt.